# Stu Nahan
Stu Nahan (23 de junio de 1926 – 26 de diciembre de 2007) fue un comentarista deportivo estadounidense activo entre los años 1950 y los años 1990. Es recordado por su participación en las cinco primeras películas de la franquicia de Rocky Balboa. Recibió una estrella en el Paseo de la Fama de Hollywood el 25 de mayo de 2007.
Nahan falleció en el 2007 a raíz de un linfoma, a los 81 años de edad.